# DC Trident
DC Trident est une équipe de nageurs professionnels basée à Washington, aux États-Unis, et qui participe à l'International Swimming League depuis sa création en 2019.